# Trypanosoma cruzi
Trypanosoma cruzi ist ein einzelliger Parasit, der als Erreger der Chagas-Krankheit (Amerikanische Trypanosomiasis) in Lateinamerika große medizinische Bedeutung hat. In Endemiegebieten zirkuliert der Parasit zwischen blutsaugenden Raubwanzen und einer Vielzahl von Säugetierarten einschließlich Haustieren.

## Entdeckung und Beschreibung
Trypanosoma cruzi wurde erstmals 1909 vom brasilianischen Arzt Carlos Chagas beschrieben und nach dem Arzt Oswaldo Cruz benannt. Der Einzeller hat eine einzelne Geißel sowie einen großen Kinetoplasten. Der Parasit kommt in mehreren Formen vor, die sich morphologisch unterscheiden:
- Die trypomastigote (länglich, gewundene) Form mit Geißelbasis nahe dem Zellkern ist im Mittel 20 Mikrometer lang, hat eine lange Geißel und ein spitzes Hinterende.
- Die amastigote Form ist bis 4 Mikrometer lang, die Geißel ist fast unsichtbar.
- Die epimastigote Form ist der trypomastigoten ähnlich, die Geißelbasis ist aber in einer anderen Position.

Der für die Arten der Kinetoplastea charakteristische Kinetoplast ist eine Ansammlung von DNA innerhalb eines großen Mitochondriums.
Es werden aufgrund biochemischer Unterschiede zwei Subtypen von T. cruzi unterschieden, der relativ homogene Typ I sowie der Typ II, der nach molekulargenetischen Analysen weiter in IIa-e unterteilt wurde. Die Typen, die derzeit keinen taxonomischen Rang haben, unterscheiden sich nicht nur molekular, sondern unter anderem auch in der typischen Wirtsart. Die Bezeichnung Trypanosoma cruzi cruzi als Unterart für alle humanpathogenen Isolate ist nicht mehr gebräuchlich. Die Unterart Trypanosoma cruzi marinkellei wurde aus südamerikanischen Fledermäusen isoliert.

## Verbreitung und Wirtstiere
Trypanosoma cruzi ist in Süd- und Mittelamerika von Mexiko bis zum südlichen Argentinien verbreitet, insbesondere arme, ländliche Gebiete sind betroffen. Infizierte Tiere werden aber auch in den USA gefunden.
Bei den Insekten sind Raubwanzen der Unterfamilie Triatominae Zwischenwirte, insbesondere Arten der Gattungen Rhodnius und Triatoma. Der wichtigste Vektor bei der Infektion von Menschen ist Triatoma infestans. Unter den Säugetieren sind unter anderem Haustiere wie Hund und Katze, aber auch hausnah lebende Nagetiere wichtige Wirte, während unter den Wildtieren Opossums (für T. cruzi Typ I) und Gürteltiere (für T. cruzi Typ II) die wichtigsten Reservoirs sind.

## Lebenszyklus
Im Darm der Raubwanzen wandelt sich der bei einer Blutmahlzeit aufgenommene Parasit von einem Trypomastigot zu einem Epimastigot um; diese können sich im Verdauungstrakt der Wanze durch Teilung vermehren. Im Enddarm der Wanzen entstehen aus den Epimastigoten wiederum neue Trypomastigote, die mit dem Kot ausgeschieden werden und Säugetierwirte durch Hautverletzungen oder Schleimhäute infizieren können.
In Säugetieren kommen die Parasiten als Trypomastigote im Blutstrom oder als Amastigote im inneren von Körperzellen vor. Nach der Infektion sind meist Makrophagen in der Haut das erste Ziel. Die intrazellulären Amastigoten können sich im Zytoplasma der Wirtszelle durch Teilung vermehren und nach erneuter Umwandlung in Trypomastigote die Wirtszelle zerstören. Damit gelangen sie wieder in die Blutbahn und können weitere Körperzellen des Wirbeltierwirtes, unter anderem Herzmuskelzellen, oder eine neue blutsaugende Raubwanze infizieren.
Von Mensch zu Mensch ist auch eine Übertragung von Trypomastigoten durch Bluttransfusionen und Organtransplantationen sowie durch die Plazenta von der Mutter auf den Fötus möglich.

## Molekulare Eigenschaften
Die vollständige Genom-DNA-Sequenz von Trypanosoma cruzi wurde im Jahr 2005 publiziert; das 60 Megabasenpaare große Genom ist hoch repetitiv und enthält zirka 12.000 verschiedene Gene. Der Parasit hat an der Zelloberfläche eine Glykokalyx mit einer komplexen Auswahl von Oberflächenantigenen, darunter viele Glykokonjugate. Dementsprechend sind im Genom trans-Sialidasen besonders stark vertreten, ebenso wie andere für die Zelloberfläche wichtige Genfamilien wie Muzine und Muzin-assoziierte Oberflächenproteine; all diese Genfamilien sind mit jeweils mehreren hundert Genen vertreten. Sie spielen offensichtlich eine wichtige Rolle beim Umgehen des Immunsystems des Säugetierwirtes.
Es gibt nur zwei Arzneistoffe, die in Arzneimitteln gegen die Chagas-Krankheit eingesetzt werden, Nifurtimox und Benznidazol. Beide wirken über die Bildung freier Radikale bei der Metabolisierung; diese kann der Parasit schlecht abbauen, da ihm entsprechende Enzyme fehlen oder sie nur niedrige Aktivität haben. Es gibt aber durch die Genomsequenz inzwischen eine ganze Reihe von neuen Targets, die für die Entwicklung neuer Arzneimittel in Frage kommen.

## Therapie
Behandlungsbedürftige Infektionen mit Trypanosoma cruzi werden nach Rücksprache mit einem therapieerfahrenen Zentrum mit Benznidazol oder Nifurtimox therapiert.